# Siphonidinae
Siphonidinae es una subfamilia de foraminíferos bentónicos de la familia Siphoninidae, de la superfamilia Siphoninoidea, del suborden Rotaliina y del orden Rotaliida. Su rango cronoestratigráfico abarca el Eoceno medio.

## Clasificación
Siphonidinae incluye al siguiente género:
- Siphonides †